# 麻庄汉墓群
麻庄汉墓群，位于山西省大同市浑源县浑源县城西北8公里麻庄村，是中华人民共和国山西省文物保护单位之一。
1965年5月24日，授予山西省文物保护单位，是一座古墓葬。